# De virtuoos
De virtuoos is de tweede roman van de Nederlandse schrijfster Margriet de Moor. Het boek is in 1993 uitgegeven door uitgeverij Contact. De roman werd genomineerd voor de Libris Literatuur Prijs.
In 1995 bewerkte De Moor het boek tot een muziektheatervoorstelling.
De roman vertelt het liefdesverhaal van hertogin Carlotta, die in het 18e-eeuwse Napels een buitenechtelijke relatie krijgt met de castraatzanger Gasparo Conti.